# لمزابيين أولاد القاضي (بوسكورة)
لمزابيين أولاد القاضي هي إحدى مشيخات المملكة المغربية، تتبع جغرافيا لإقليم النواصر وإداريًا لبوسكورة. يقدر عدد سكانها بـ 5393 نسمة حسب الإحصاء الرسمي للسكان والسكنى لسنة 2004.